# Grancona
Grancona is een gemeente in de Italiaanse provincie Vicenza (regio Veneto) en telt 1764 inwoners (31-12-2004). De oppervlakte bedraagt 12,3 km², de bevolkingsdichtheid is 143 inwoners per km².
De volgende frazioni maken deel uit van de gemeente: San Gaudenzio, Spiazzo.

## Demografie
Grancona telt ongeveer 648 huishoudens. Het aantal inwoners steeg in de periode 1991-2001 met 9,5% volgens cijfers uit de tienjaarlijkse volkstellingen van ISTAT.
| Jaar | Inwoneraantal |
| ---- | ------------- |
| 1991 | 1595          |
| 2001 | 1746          |

## Geografie
Grancona grenst aan de volgende gemeenten: Brendola, Lonigo, San Germano dei Berici, Sarego, Villaga, Zovencedo.